# Nothobranchius foerschi
Nothobranchius foerschi är en fiskart som beskrevs av Wildekamp och Berkenkamp, 1979. Nothobranchius foerschi ingår i släktet Nothobranchius och familjen Nothobranchiidae. IUCN kategoriserar arten globalt som sårbar. Inga underarter finns listade i Catalogue of Life.